# رانمن (مجموعه تلویزیونی)
رانمن (انگلیسی: Ranman) یک سریال تلویزیونی درام ژاپنی و صد و هشتمین سریال آسادورا پس از مایاگاره! است. این سریال در ۳ آوریل ۲۰۲۳ پخش شد.